# Эдрайант карликовый
Эдрайа́нт (эдрайа́нтус) ка́рликовый (лат. Edraianthus pumilio) — вид двудольных растений рода Эдрайант (Edraianthus) семейства Колокольчиковые (Campanulaceae). Впервые описан под названием Campanula pumilio Port. ex Schult.basionym; перенесён в состав рода Эдрайант швейцарским ботаником Альфонсом Декандолем в 1839 году.

## Распространение и среда обитания
Эндемик хребта Биоково в хорватской области Далмация. Известен с гор Свети-Юре, Троглав, Свети-Илья, Буковац и некоторых других.
Встречается в высотном поясе гор. У отдельных изолированных популяций наблюдаются незначительные различия по сравнению с остальными экземплярами, выражающиеся, в частности, в строении стебля.

## Ботаническое описание
Гемикриптофит или хамефит.
Стебли укороченные, недоразвитые.

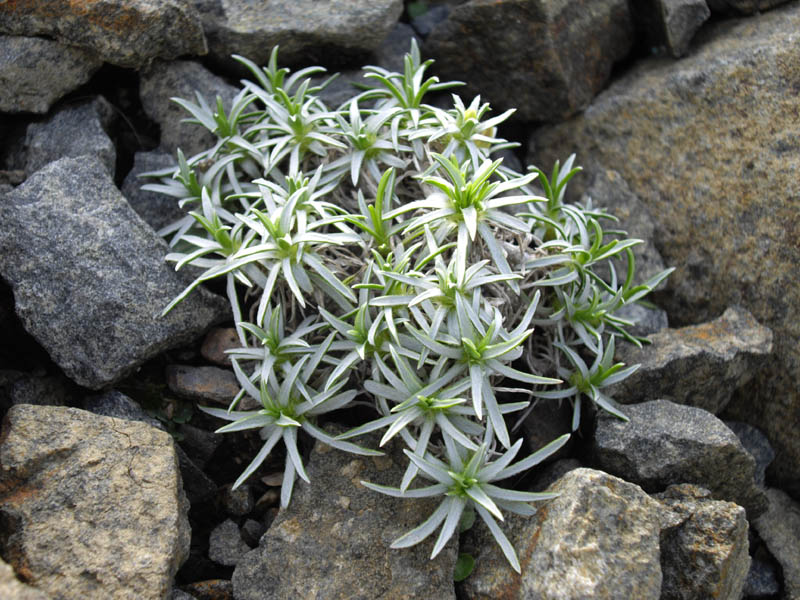
Растение в естественной среде обитания

Листья розеточные, опушённые по краям; прикорневые листья линейные, до 2,5 см в длину.
Цветок одиночный, с опушённой с обеих сторон чашечкой.

## Синонимы
Синонимичные названия:
- Campanopsis pumilio (Port. ex Schult.) Kuntze
- Campanula graminifolia var. linearifolia Vuk.
- Campanula pumilio Port. ex Schult.basionym
- Campanula silenifolia Host
- Wahlenbergia pumilio (Port. ex Schult.) A.DC.